# Петерансель, Стефан
Стефа́н Пет(е)рансе́ль (фр. Stéphane Peterhansel; род. 6 августа 1965 года, Эшно-ла-Мелин) — французский мото- и автогонщик, выступающий в ралли-рейдах. Ему принадлежит рекорд по числу побед на ралли «Дакар» (14), первые 6 из которых он одержал на мотоцикле Yamaha, а остальные 8 — на автомобилях Mitsubishi, MINI и Peugeot. Петерансель стал всего вторым (после Юбера Ориоля), кто выигрывал престижнейший ралли-марафон в разных гоночных категориях.

## Биография
Стефан Петерансель вырос в Эшено-ла-Мелине, коммуне во Франш-Конте. Его отец, раллийный гонщик-любитель, подарил ему первый велосипед в 8 лет, а позже привёл сына на трассу мотокросса в соседнем Везуле. Стефан также успешно выступал в скейтбордических соревнованиях. В 15 лет он решил сконцентрироваться на мотокроссе, и выиграл ряд взрослых соревнований, регистрируя данные отца. Через 2 года Петерансель бросил школу чтобы стать профессиональным гонщиком. Отец поддержал его, планируя в случае неудачи ввести сына в свой бизнес по производству сантехники. В 18 лет Петерансель получил лицензию гонщика и вскоре выиграл национальный чемпионат по эндуро. Затем француз подписал контракт со шведской заводской командой «Husqvarna».

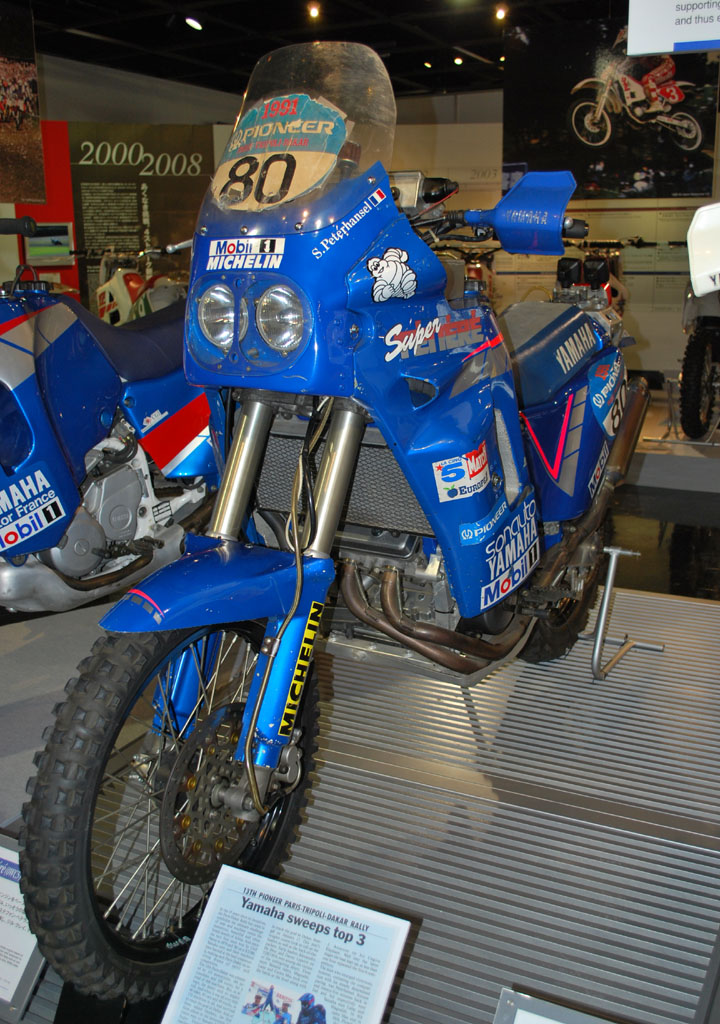
«Yamaha YZE750T Super Tenere», на котором Петерансель одержал свою первую победу в Ралли Дакар

В 1987 году Стефан перешёл в команду «Yamaha», и в следующем январе впервые проехал Ралли Дакар. Он закончил его 18-м, а через год поднялся на 4-е место. В то же время Петерансель продолжал участвовать в соревнованиях по эндуро, а также женился. Во время Дакара 1990 года у него родился сын, и в тот же день Стефан выиграл этап и возглавил общий зачёт. Но через 3 дня француз заблудился в пустыне и сошёл. В конце весны ему удалось выиграть Ралли Туниса и Ралли Марокко. В 1991 году Петерансель наконец выиграл Дакар, а в следующие 2 года повторял этот успех. В 1992 году он также выиграл ралли-рейд Париж — Москва — Пекин. В 1994 году француз не стал защищать титул Ралли Дакар из-за изменений в правилах, но через год выиграл гонку в четвёртый раз. В 1996 году он сошёл из-за проблем на дозаправке, следующие 2 Дакара снова остались за ним. Тогда же Петерансель выиграл чемпионат мира по эндуро среди 250-кубовых 2-тактных мотоциклов, но после 6-й победы в африканском марафоне он решил больше не проезжать его на мотоцикле из-за болей в запястье.

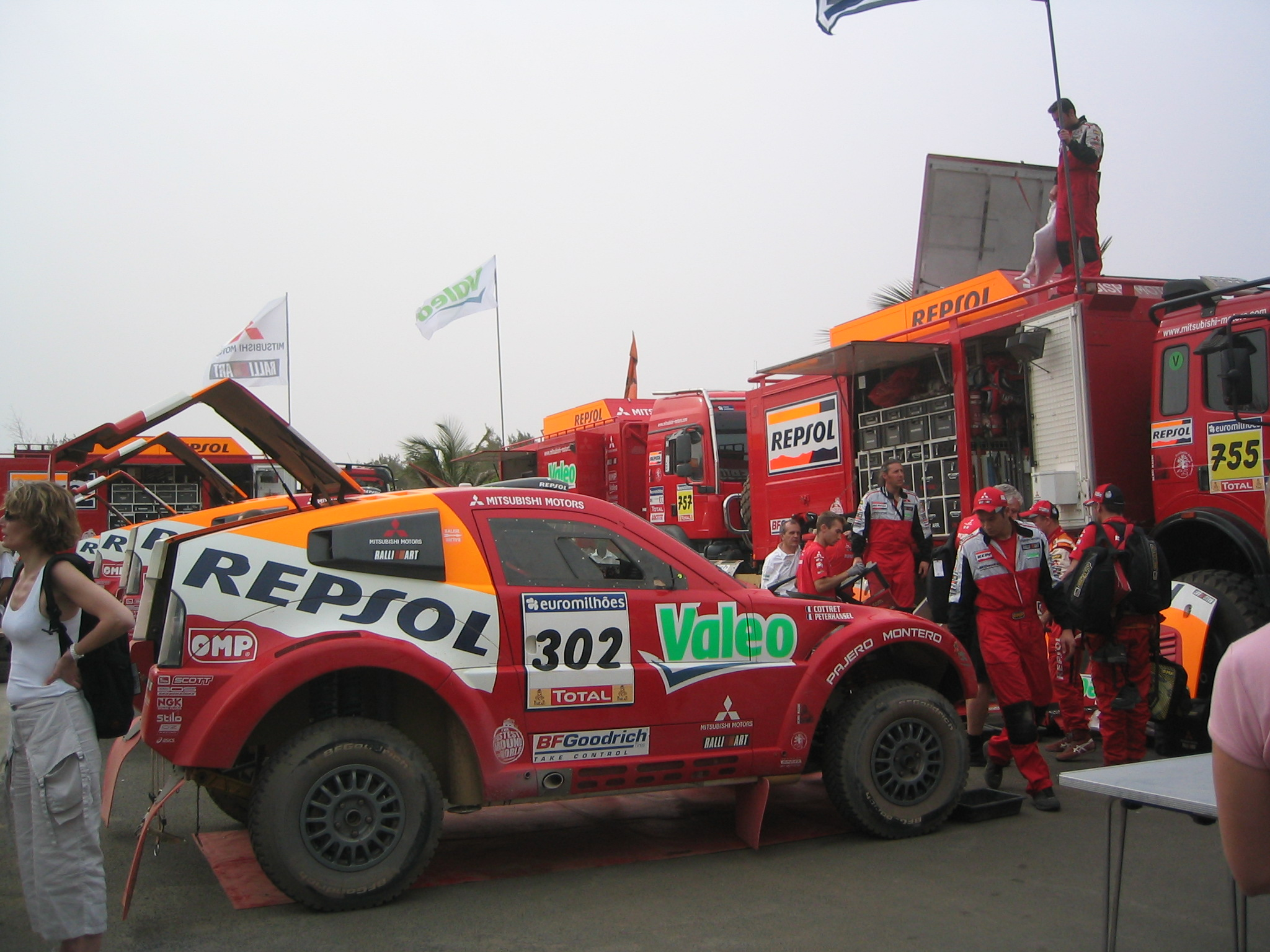
«Mitsubishi Pajero» Петеранселя на победном для него Ралли Дакар 2007

Француз пересел на гоночный автомобиль и стал участвовать в раллийных и ледовых гонках за «Nissan». Не пропустив после смены транспортного средства ни одного Дакара, Петерансель стал 7-м в гонке 1999 года. Для следующей гонки Стефан сконструировал внедорожник совместно с инженерами французского производителя «Mega», в общем зачёте он стал 2-м. В 2001 году Петерансель вернулся на «Nissan Pathfinder», в том же сезоне он выиграл чемпионат мира по эндуро на 250-кубовом 4-тактном мотоцикле. В следующем году француз присоединился к сильнейшей на Дакаре заводской команде «Mitsubishi» и выиграл ралли Туниса и Дубая. На Ралли Дакар 2003 Петерансель лидировал до предпоследнего этапа, когда механические проблемы отправили его на 3-е место. Однако следующие 2 Дакара остались за ним, он лидировал и в 2006 году, когда врезался в дерево на одном из последних этапов. Победу одержал партнёр Стефана по команде Люк Альфан, которого в следующем Дакаре Петеранселю удалось обойти в борьбе за первое место. В 2009 году француз сошёл из-за механических проблем, и этот ралли-рейд стал последним для команды «Mitsubishi». Петеранселя звали в сильнейшую заводскую команду «Volkswagen», но он выбрал BMW. На Ралли Дакар 2010 и 2011 француз становился 4-м. На Ралли Дакар 2012 француз выступал на Mini, выиграл три спецучастка и стал победителем.
На Ралли Дакар 2013 француз выступал на Mini и стал одиннадцатикратным победителем ралли-марафона Дакар. На  Ралли Дакар 2014 француз выступал на Mini, лидировал всю гонку, но на последнем этапе по решению руководства Mini был вынужден отдать победу своему коллеге по команде Нани Рома, в результате чего взял серебро; многие считают что такое завершение стало последней каплей в решении уйти из команды Mini в команду Peugeot.